# António Barbio
Pereira Barbio est un nom portugais ; le premier nom de famille (d'usage facultatif) est Pereira et le second est Barbio.
António André Pereira Barbio, né le 16 décembre 1993 à Torres Vedras, est un coureur cycliste portugais. 

## Biographie
En 2017, il remporte une étape du Tour du Portugal.

## Palmarès et résultats

### Palmarès sur route
- 2009
  - 3e du championnat du Portugal du contre-la-montre cadets
- 2011
  -  Champion du Portugal du contre-la-montre juniors
- 2012
  - Grand Prix de Mortágua
  - 2e du championnat du Portugal du contre-la-montre espoirs
  - 2e du championnat du Portugal sur route espoirs
  - 2e du Tour du Portugal de l'Avenir
- 2013
  - 2e du championnat du Portugal sur route espoirs
  - 3e du Tour du Portugal de l'Avenir
- 2016
  - 2e du Mémorial Bruno Neves
- 2017
  - 7e étape du Tour du Portugal
- 2018
  - Mémorial Bruno Neves
- 2022
  - 2e du Grand Prix Anicolor

### Classements mondiaux
| Année           | 2016   | 2017   | 2018   |
| --------------- | ------ | ------ | ------ |
| UCI Europe Tour | 1 580e | 1 146e | 2 060e |

### Palmarès sur piste

#### Championnats nationaux
- 2008
  - 2e du championnat du Portugal de poursuite par équipes cadets
- 2009
  -  Champion du Portugal de poursuite par équipes cadets (avec André Vieira, Adriano Cruz et Cláudio Reis)
  - 2e du championnat du Portugal de poursuite cadets